# Mörkvingad lövletare
Mörkvingad lövletare (Neophilydor fuscipenne) är en fågel i familjen ugnsfåglar inom ordningen tättingar.

## Utseende
Mörkvingad lövletare är en rätt liten beigebrun fågel med mörkt gråaktiga vingar, därav namnet. Utmärkande är en ljusbeige ögonring, likfärgat ögonbrynsstreck och tydlgit roströd stjärt. I sitt utbredningsområde är den mest lik fjällstrupig lövletare, men mörkvingad lövletare är mer bjärt beige i ansiktet och på halsen samt har mörkare vingar.

## Utbredning och systematik
Mörkvingad lövletare delas in i två underarter:
- fuscipenne – förekommer i lågland i Panama (Veraguas, Coclé, Colón och Panamakanalzonen)
- erythronotum – förekommer i lågland från östra Panama till nordvästra Colombia och västra Ecuador

## Levnadssätt
Mörkvingad lövletare hittas i skogar i förberg upp till 1200 meters höjd. Där ses den enstaka eller i par i undervegetationen eller skogens mellersta skikt, ofta deltagande i kringvandrande artblandade flockar. Likt andra lövletare ses den ofta kila utmed grenar och födosöka bland samlingar av döda löv.

## Status
Mörkvingad lövletare har ett rätt litet bestånd uppskattat till mellan 20 000 och 50 000 vuxna individer. Den tros minska i antal, dock inte tillräckligt kraftigt för att den ska ses som hotad. IUCN kategoriserar arten som livskraftig.